# Vysoký Rykali
Vysoký Rykali je 912 m vysoká hora tvořící součást Travenských hřbetů v Moravskoslezských Beskydech. Nachází se 3,5 km jihovýchodně od hory Travný na rozhraní katastrů obcí Krásná a Morávka v okrese Frýdek-Místek.
Samotný vrchol hory je zalesněný a kromě lesnické cesty se na něm nenachází žádná turistická infrastruktura. Je zde pouze geodetický bod a dřevěná cedule se jménem vrcholu a jeho nadmořskou výškou.

## Přístup

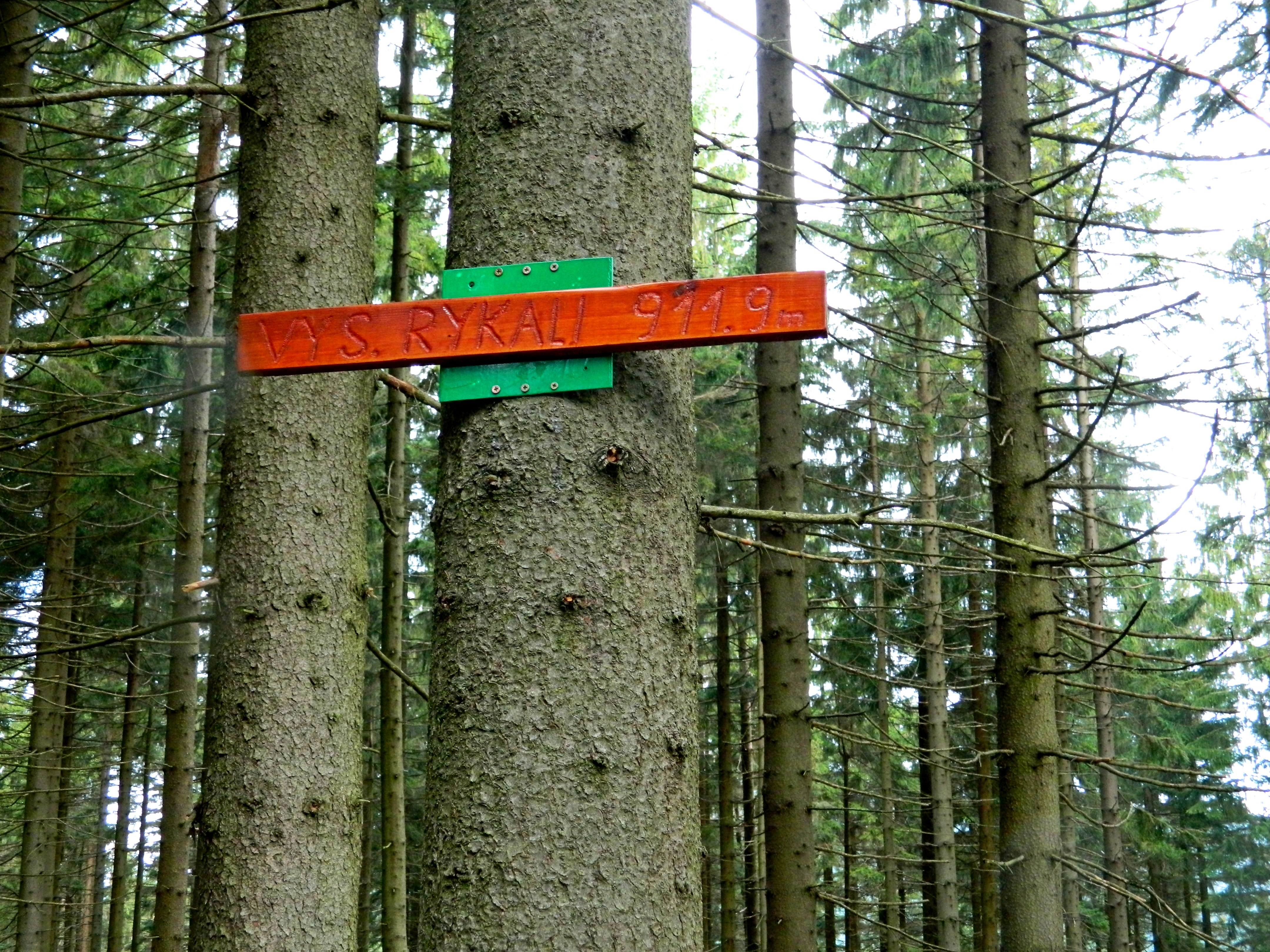
Dřevěná cedule na vrcholu Vysokého Rykali

Na samotný vrchol nevede žádná turistická stezka. Nedaleko (asi 150 m) jej však ze západu obchází zeleně značená turistická trasa KČT vedoucí z osady Visalaje (vzdálené 2 km) na horu Travný.